# Výroba ozubených kol
Výroba ozubených kol je poměrně složitý technologický problém, protože tvar ozubeného kola je složitý a je přesně definován jeho funkcí. Ozubená kola se tudíž vyrábějí celou řadou různých metod a postupů, které se liší hlavně produktivitou, přesností, náklady i nároky na speciální stroje. Metody lze zařadit do dvou tříd podle toho, zda se profil nástroje do obrobku prostě kopíruje zub po zubu (dělicí způsoby), anebo zda se profil zubů odvalováním po obvodu obrobku vytváří (odvalovací způsoby).
Kromě toho se malá ozubená kola lisují z plechu (např. při výrobě hodinek) nebo vstřikováním plastických hmot do formy. Problém výroby ozubení se zde ale jen přesune do výroby lisovacího nástroje nebo formy. Hrubá ozubená kola se také odlévají. Moderní technologií je také lisovaní do formy z práškových kovů.

## Frézování

### Kotoučovou frézou dělicím způsobem
- Obrobek je upnut v dělicím přístroji a po vyfrézování jedné zubové mezery se dělicím přístrojem pootočí o jednu zubovou rozteč.
- Nástrojem je kotoučová modulová fréza s podtáčenými (α = 10° až 16°) zuby. Tvar zubové mezery se však i při stejném modulu mění s počtem zubů (tzn. teoreticky pro každý počet zubů jiná fréza; prakticky se užívají sady fréz pro určitá rozmezí počtu zubů).
- Nevýhoda: malá přesnost a použitelnost pro ozubení do rychlostí 5 m/s

### Stopkovou frézou dělicím způsobem
- Obrobek je upnut v dělicím přístroji a po vyfrézování jedné zubové mezery se dělicím přístrojem pootočí o jednu zubovou rozteč.
- Nástrojem je stopková tvarová fréza. Tvar zubové mezery se však i při stejném modulu mění s počtem zubů (tzn. teoreticky pro každý počet zubů jiná fréza; prakticky se užívají sady fréz pro určitá rozmezí počtu zubů). Stopkovou frézou se frézují kola se šípovitým ozubením, například pro válcovací stolice.
- Nevýhoda: malá přesnost a pro ozubení do rychlostí 5 m/s, nástroj je upnut letmo ⇒ náchylný na ohyb ⇒ krátké posuvy a dlouhé výrobní časy

### Odvalovací frézou

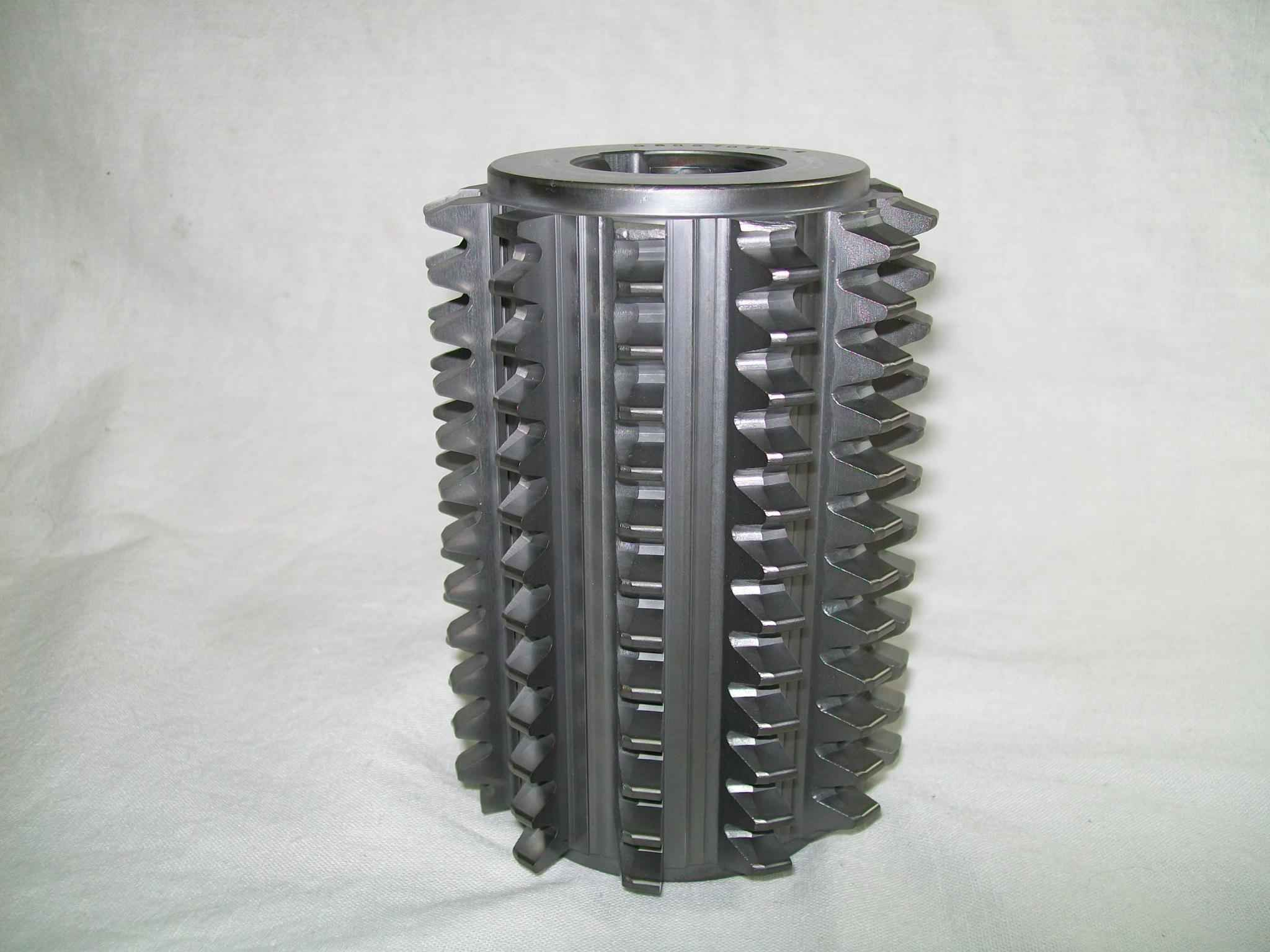
Odvalovací fréza na evolventní ozubení

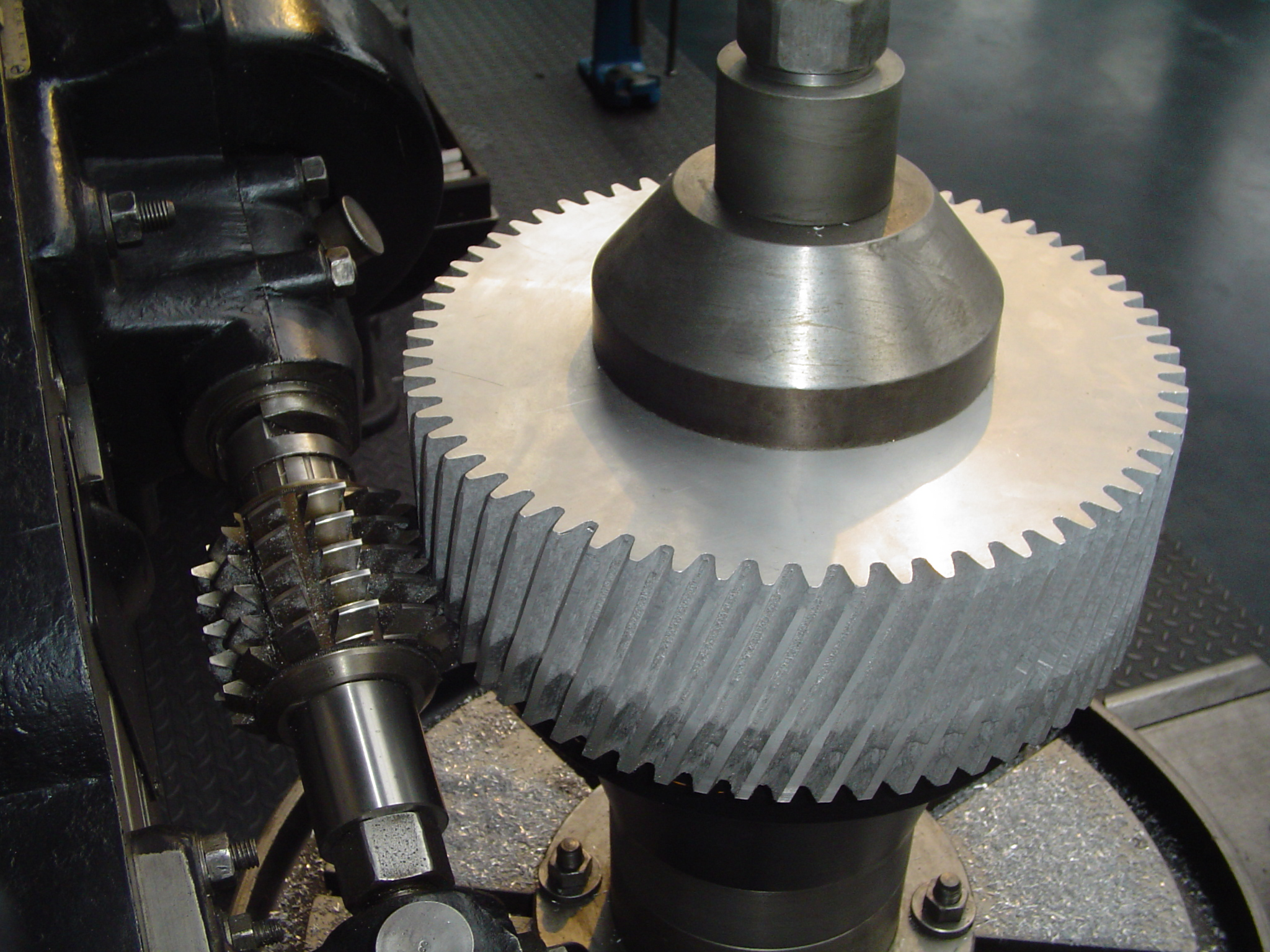
Výroba čelního šikmého ozubení odvalovací frézou

- Profil nástroje odpovídá základnímu profilu ozubení (hřebenu). Nástroj je jeden pro daný modul, vyrobí přesně kolo s libovolným počtem zubů.
- Zuby frézy jsou uspořádány do šroubovice a zabírají do obrobku podobně jako u šnekového převodu. Obrobek se při obrábění plynule otáčí, fréza se odvaluje po obvodu obrobku a jednotlivé zuby frézy zaujímají postupně polohy, jejíchž obálkou je evolventní bok zubu. Ozubení tak nevzniká po jednotlivých zubech, nýbrž všechny zuby zároveň.
- Osa frézy je pro přímé ozubení nakloněna vůči rovině obrobku, aby se vyrovnalo stoupání šroubovice. Pro šikmé ozubení se naklání ještě o ± úhel sklonu zubů.
- Tato metoda slouží k výrobě ozubení u kterého záleží na přesnosti tvaru zubu. Vyrábí se tak především čelní šikmá ozubení.

## Obrážení
Nástrojem je tvarový obrážecí nůž se základním tvarem zubu, břity mohou být z výkonných rychlořezných ocelí, s tvrdými otěruvzdornými povlaky (TiN), s vsazenými hřebeny ze slinutých karbidů. Pro zlepšení přesnosti i povrchu zubů mohou být nekalená ozubená kola zpracována dokončovací operací ševingováním.

### Obrážecím nožem ve tvaru zubové mezery dělicím způsobem
- Nástroj má tvar zubové mezery, obrobek se upíná do dělicího zařízení a zubové mezery se vytvářejí po jedné.
- Jako stroj se používá svislá obrážečka s dělicím stolem.
- Lze vyrobit kola s vnitřním ozubením
- Méně přesný a málo produktivní způsob

### Odvalovací obrážení nožem tvaru základního profilu (MAAG)
- Nástrojem je výrobně jednodušší hřebenový obrážecí nůž, jeho zuby mají tvar lichoběžníkového základního profilu.
- Nástroj vykonává přímočarý vratný pohyb ve směru sklonu zubů a obráběné kolo se po něm odvaluje. Evolventa boku zubů kola vznikne odvalem boku zubů nástroje po obvodu obrobku.
- Obráží se celá hloubka zubové mezery najednou, a to na několika zubech zároveň.
- Výhodou je výroba ozubení i do slepé díry nebo až k osazení třeba na hřídeli a to velmi přesně. Odvalování je přesnější i produktivnější než dělicí způsob, ale vyžaduje speciální obrážecí stroj.

Při orážení do slepé díry je nutno vyměnit obrážecí hřeben za obrážecí kolo (hvězdičku)

### Odvalovací obrážení ozubeným kotoučem (FELLOWS)
- Nástroj má tvar ozubeného kola, koná přímočarý vratný pohyb a zároveň se otáčí. Obráběné kolo je upnuto na stole obrážečky a také se otáčí. Otáčky kola a nástroje jsou v opačném poměru počtu zubů.
- Na začátku se nástroj a obrobek nastaví na dotek a postupně se přisouvá k obrobku až dosáhne plnou hloubku zubové mezery, což u velkých modulů vyžaduje několik otáček vyráběného ozubeného kola.
- Při zpětném pohybu je nástroj odsunut od obrobku vačkou
- U výroby ozubených kol se šikmými zuby vykonává nástroj navíc šroubový pohyb a má šikmé zuby

## Broušení
- Patří především do dokončovacích procesů
- Používá se především pro přesná kalená ozubená kola
- Odstraňují se jím deformace po tepelném zpracování a nepřesnosti vzniklé po obrábění
- Ozubená kola menších modulů lze brousit zplna bez předchozího obrábění
- Kotouče z kubického nitridu boru

### Profilové broušení
- Brusný kotouč má tvar jednoho zubu kola, brusný kotouč rotuje kolem osy kolmé na osu kola a vykonává přímočarý pohyb ve směru této osy.
- Výhody: vysoká přesnost
- Nevýhody: velká kontaktní plocha mezi kotoučem a obrobkem ⇒ tepelné zatížení (nutnost brousit za mokra)

### Broušení odvalovacím způsobem
Je nejpřesnější technologie s odchylkou od matematického tvaru evolventy ±2 μm. Místo ozubeného hřebene se základním (lichoběžníkovým) profilem jsou zde dva (miskové) brusné kotouče, které brousí oba boky zubu.
- Úbytek kotouče je sledován diamantovým detektorem úbytku (při úbytku -1 μm se provádí změna polohy kotouče o +1 μm)
- Kotouče se obrobku dotýkají v malé kontaktní ploše, takže lze brousit za sucha.[1]

## Šneková kola
Šnekové kolo tvoří spolu se šnekem šnekový převod. Pro malé nároky může mít kolo jen šikmé čelní ozubení, pro náročnější použití se šneková kola vyrábějí odvalovacím frézováním.

## Kuželová kola
Profil zubu kuželových kol se mění a výroba je tak složitější. Přímé i šikmé ozubení lze vyrábět obrážením nebo odvalováním, každý bok zubu se však musí obrábět zvlášť. Zejména v automobilovém průmyslu se používají kuželová kola se zakřivenými zuby, která se frézují speciálními hlavami, a to buď dělicím nebo odvalovacím způsobem.